# Walmart
Wal-Mart este cea mai mare companie din domeniul comerțului cu amănuntul la nivel mondial și cea mai mare companie din lume, după cifra de afaceri, conform listei Forbes Global 2000, în anul 2008.
Wal-Mart este compania cu cei mai mulți angajați, circa 2.100.000 în 2008.
Compania este listată la bursa New York Stock Exchange, și avea la 30 august 2007 o valoare pe piața de capital de 179 miliarde dolari.
Compania a fost înființată în anul 1962 de omul de afaceri Sam Walton, în Arkansas.
Număr de angajați în 2008: în jur de 2.100.000
Cifra de afaceri în 2008: 405,6 miliarde USD (în 2007: 378,8 miliarde USD).
Venit net în 2008: 13,2 miliarde USD